# Йобаин (муниципалитет)
Йобаи́н (исп. Yobaín) — муниципалитет в Мексике, штат Юкатан, с административным центром в одноимённом посёлке. Численность населения, по данным переписи 2010 года, составила 2137 человек.

## Общие сведения
Название Yobaín с майянского можно перевести как: ящерицы на возвышенностях.
Площадь муниципалитета равна 132 км², что составляет 0,33 % от площади штата, а наивысшая точка — 4 метра над уровнем моря, расположена в поселении Тумбем-Лум.
Он граничит с другими муниципалитетами Юкатана: на востоке с Цицантуном, на юге с Кансакабом, и на западе с Синанче, а на севере омывается водами Мексиканского залива.

## Учреждение и состав
Муниципалитет был образован в 1918 году, в его состав входит 8 населённых пунктов, самые крупные из которых:
| Код INEGI                  | Населённый пункт                                                              | Численность населения (2005 год) | Численность населения (2010 год) |
| -------------------------- | ----------------------------------------------------------------------------- | -------------------------------- | -------------------------------- |
| 106                        | Всего                                                                         | 2056                             | 2137                             |
| 0001                       | Йобаин (исп. Yobaín) 21°13′57″ с. ш. 89°07′00″ з. д. (административный центр) | 1767                             | 1820                             |
| 0002                       | Чабиау (исп. Chabihau) 21°21′25″ с. ш. 89°07′05″ з. д.                        | 278                              | 292                              |
| 0036                       | Франклин (исп. Franklin) 21°19′34″ с. ш. 89°06′49″ з. д.                      | 2                                | 4                                |
| —                          | Прочие                                                                        | 8                                | 21                               |
| Названия на карте Генштаба |                                                                               |                                  |                                  |

## Экономика
По статистическим данным 2000 года, работоспособное население занято по секторам экономики в следующих пропорциях:
- сельское хозяйство и рыболовство — 61,5 %;
- торговля, сферы услуг и туризма — 21,9 %;
- производство и строительство — 15,4 %;
- безработные — 1,2 %.

## Инфраструктура
По статистическим данным 2010 года, инфраструктура развита следующим образом:
- протяжённость дорог: 63,6 км;
- электрификация: 96,3 %;
- водоснабжение: 92,5 %;
- водоотведение: 76,6 %.

## Достопримечательности
В муниципалитете можно посетить церковь Святого Ларенцо, построенную в XVII веке и перестроенную в 1914 году.

## Фотографии
- Санта-Анита
- Побережье в Чабиау